# Список об'єктів Світової спадщини ЮНЕСКО у Белізі
У списку об'єктів Світової спадщини ЮНЕСКО в Белізі налічується 1 найменування (станом на 2023 рік).
Кольорами у списку позначено:

## Беліз
| № | Зображення | Назва | Місцеположення                                                                           | Час створення | Час внесення до списку                                | №   | Критерії   |
| - | ---------- | --- | ---------------------------------------------------------------------------------------- | ------------- | ----------------------------------------------------- | --- | ---------- |
| 1 |            | Система заповідників Белізького бар'єрного рифу (англ. Belize Barrier Reef Reserve System) * Національний парк і морський заповідник Бакалар-Чіко * Природна пам'ятка Велика синя діра * Природна пам'ятка Халф Мун Кейс * Морський заповідник Саут-Уотер-Кейс * Морський заповідник Гловерс-Риф * Національний парк Лафінг-Бьорд-Кейс * Морський заповідник Саподілла-Кейс | Беліз Округ Беліз (ділянки I, II, III), округ Станн-Крик (IV, V, VI), округ Толедо (VII) | —             | 1996 (з 2009 року по 2018 рік перебував під загрозою) | 764 | vii, ix, x |